# Grb Južne Osetije
Grb Južne Osetije zasnovan je na grbu Sjeverne Osetije-Alanije. Trenutno su u opticaju dva grba, grb Južne Osetije s ruskim i osetskim natpisom "Republika Južna Osetija", kao i sličan grb vlade u izgnanstvu s natpisom na gruzijskom.
Na grbu se nalazi perzijski leopard, a u pozadini je sedam planinskih vrhova, koji simboloziraju osetski krajolik. 